# Asemonea liberiensis
Asemonea liberiensis är en spindelart som beskrevs av Fred R. Wanless 1980. Asemonea liberiensis ingår i släktet Asemonea och familjen hoppspindlar. Inga underarter finns listade i Catalogue of Life.